# Susan Daly
Susan „Sue“ Daly (* 12. Oktober 1957) ist eine australische Badmintonspielerin.

## Karriere
Susan Daly nahm 1977 und 1980 an den Badminton-Weltmeisterschaften teil. 1977 wurde sie 17. im Dameneinzel. 1980 belegte sie Platz 9 im Damendoppel, Platz 17 im Mixed und Platz 33 im Einzel.

## Sportliche Erfolge
| Saison | Veranstaltung     | Disziplin   | Platz | Name                        |
| ------ | ----------------- | ----------- | ----- | --------------------------- |
| 1977   | Weltmeisterschaft | Dameneinzel | 17    | Sue Daly                    |
| 1980   | Weltmeisterschaft | Mixed       | 17    | Stephen Wilson / Susan Daly |
| 1980   | Weltmeisterschaft | Dameneinzel | 33    | Sue Daly                    |
| 1980   | Weltmeisterschaft | Damendoppel | 9     | Julie McDonald / Sue Daly   |
| 1981   | Silver Bowl       | Dameneinzel | 1     | Sue Daly                    |